# Jorge Elorza
Jorge O. Elorza (nacido el 24 de noviembre de 1976) es un profesor de derecho estadounidense y alcalde de Providence (Rhode Island), Estados Unidos. Derrotó al exalcalde Buddy Cianci en la elección por la alcaldía de 2014 y el 5 de enero de 2015 prestó juramento como alcalde de la ciudad. El 6 de noviembre de 2018 fue elegido para un segundo término.

## Vida y educación
Sus padres emigraron desde Guatemala en 1975 aunque él nació y creció en West End, Providence (Rhode Island). Asistió a las escuelas públicas: Escuela Elemental Asa Messer, Escuela Media Bridgham y la Classical High School. Estudió en la Universidad Comunitaria de Rhode Island antes de ir a la Universidad de Rhode Island, siendo el primero de su familia en ingresar a una universidad. Trabajó como auditor para PricewaterhouseCoopers en Nueva York y luego se doctoró en la Escuela de Derecho Harvard.
Tras la muerte de un amigo en su ciudad natal, Elorza abandonó Wall Street y volvió a Rhode Island.

## Alcalde de Providence (desde 2015)

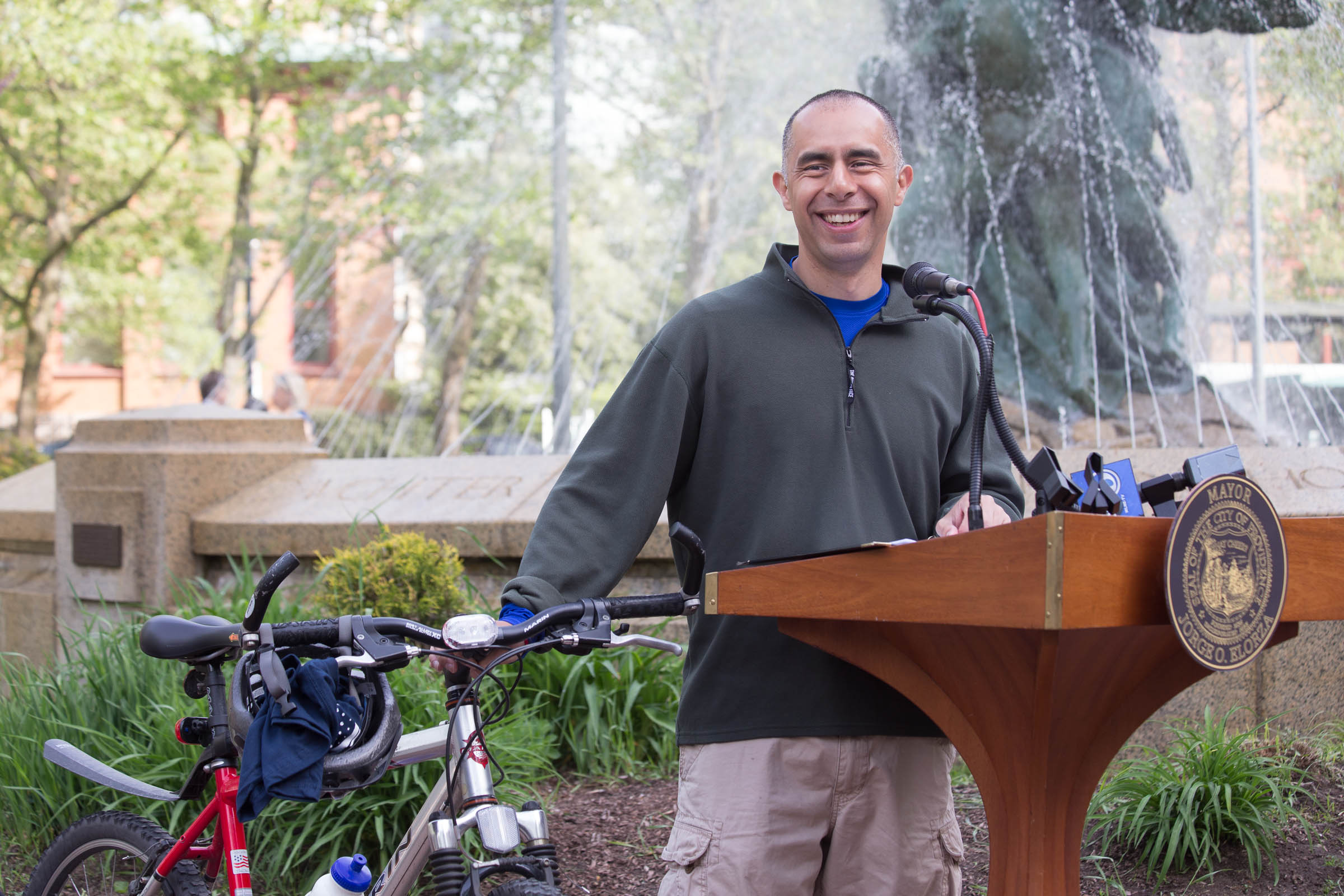
Elorza en una reunión por el Día de ir al Trabajo en Bicicleta, en el Parque Burnside, Providence, Rhode Island (15 de mayo de 2015).

La carrera por la alcaldía de Providence en 2014 fue el primer intento de Elorza de obtener un cargo a elección popular. Prestó juramento como alcalde el 5 de enero de 2015 en los escalones del Ayuntamiento de Providence y en su discurso inaugural prometió brindar "una ciudad que funcione".
Al principio de su primer mandato, se le reconoció a Elorza su trabajo cercano con el Concejo Municipal y la oficina del Gobernador. En sus primeros 100 días designó un "oficial de innovación" para optimizar las operaciones y coordinar las actividades de la ciudad, nombró a un representante de la comisión de ética de la ciudad por primera vez en nueve años, y se acercó a los electores con una cuenta de Twitter para el Ayuntamiento.
Durante su primer año en el cargo, implementó un sistema de respuesta para los miles de quejas sin responder acumuladas. A los empleados del Ayuntamiento se les exigió que recibieran capacitación de servicio al cliente. Se alcanzaron nuevos contratos entre el Ayuntamiento y los sindicatos del Departamento de Obras Públicas y Parques. Se estableció un programa para tomar el control de las casas abandonadas y entregarlas a compradores que las arreglen. Elorza también impulsó un esfuerzo contra la prostitución conocido como Operación Mochila que ha arrestado a varias docenas de hombres por solicitación de prostitución.
El 12 de septiembre de 2018, Elorza ganó la elección primaria para la alcaldía, venciendo a sus correligionarios Kobi Dennis y Robert DeRobbio. El 6 de noviembre de 2018 ganó las generales, para un segundo término.

### Presupuesto
El gobierno de Elorza enfrentó un déficit presupuestario durante su primer año, sin embargo, en octubre de 2016 anunció un superávit presupuestario de 9,5 millones para el año presupuestario 2015-2016, el más grande en Providence en al menos 20 años. Los críticos afirmaron que el superávit se debió en parte a que no se contrataron policías ni bomberos necesarios.

### Sindicato de bomberos
Elorza enfrentó una larga batalla con el sindicato de bomberos de la ciudad por los cambios en el cronograma. En septiembre de 2016, después de 13 meses de demandas, arbitraje y, a veces, desagradables intercambios públicos, Elorza y el presidente del sindicato finalmente llegaron a un acuerdo.

### Parquímetros

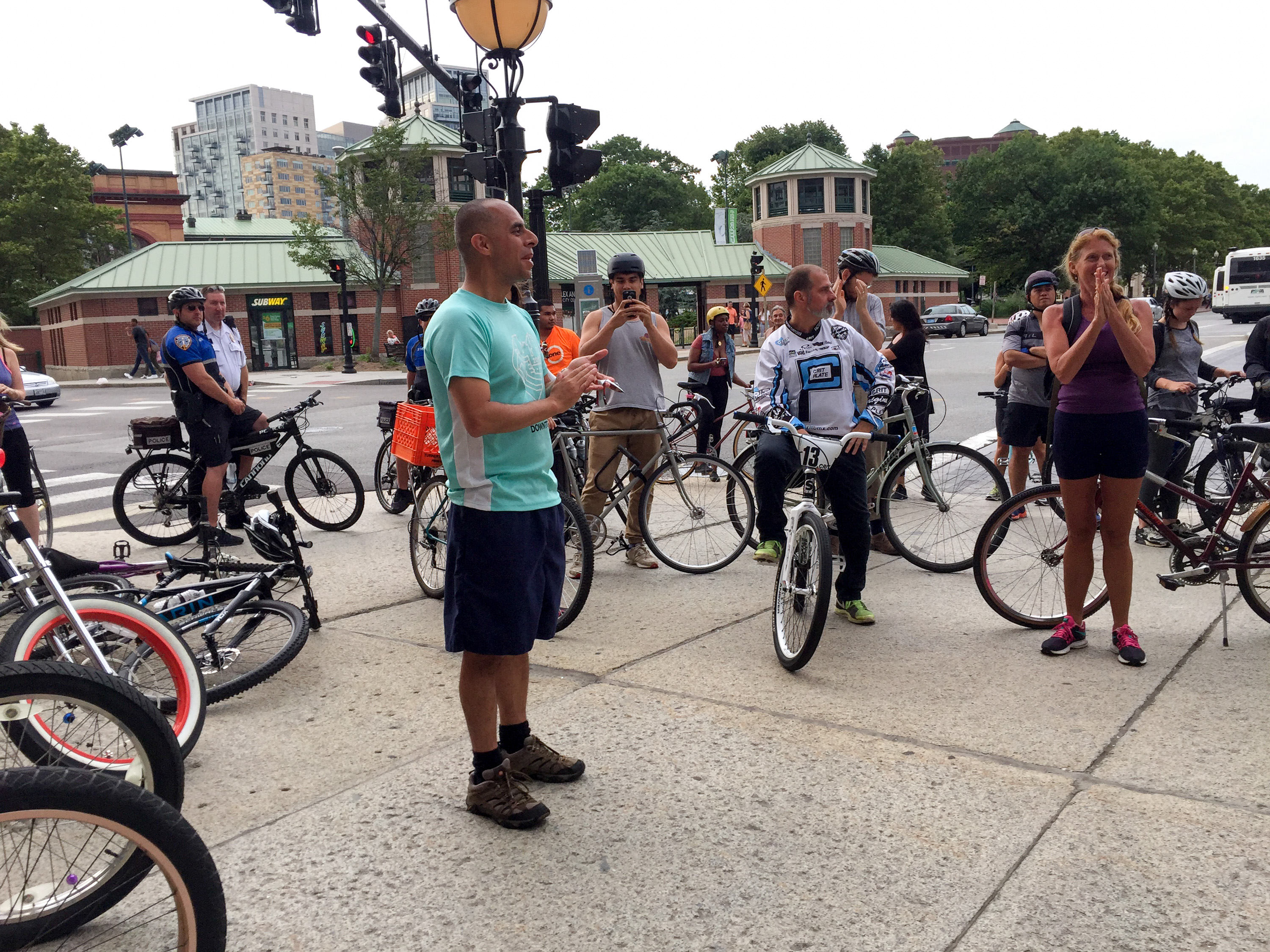
El alcalde Elorza se dirige a los ciclistas antes del inicio de su viaje trimestral "Bike the Night" a través de Providence.

Elorza presidió la expansión de nuevos parquímetros de alta tecnología en Providence. Entre enero de 2015 y septiembre de 2016, su administración aumentó el número de estacionamiento con medidores en un 50 %, de 1,400 a 2,100. Los críticos dijeron que los contadores perjudican a los locales y que los ingresos que generan son menores a las pérdidas ocasionadas a los ingresos por el cobro de impuestos a los negocios.

### Iniciativa Una Providence
Después de las elecciones presidenciales de noviembre de 2016, Elorza estableció la iniciativa "Una Providence" en respuesta a los informes sobre el aumento de crímenes de odio contra musulmanes, personas LGBTQ y otras minorías en la ciudad. La iniciativa incluyó una nueva "línea directa" para denunciar delitos y el establecimiento de un consejo asesor musulmán-estadounidense. La iniciativa fue establecida para "proteger y servir a cada residente de la ciudad" sin distinciones. Aunque el alcalde prometió proteger a los inmigrantes indocumentados de intentos de deportación injustos, dijo no tener planes de convertir a Providence en una "ciudad santuario".

### Iniciativas ambientales
En 2016, estableció el objetivo de alcanzar la neutralidad de carbono para 2050. Es partidario de mejorar la infraestructura de ciclismo de la ciudad y en 2017 se inauguró una nueva vía verde en el Parque Roger Williams.